# Río Aluminé
El río Aluminé es una corriente de agua de la provincia del Neuquén, Argentina. Corre de norte a sur, paralelo a la Cordillera de los Andes, de cuyas estribaciones proviene la mayor parte de su caudal. Nace en el lago Aluminé. Arriba de la cuenca de este lago se encuentra el Lago Moquehue, que también forma parte de la cuenca del río Aluminé. Quiere decir que su nacimiento más alejado es en la frontera con Chile, al suroeste del poblado de Moquehue, desde donde proviene el arroyo Quillahue, el cual desemboca al Lago Moquehue en el pueblo de Moquehue. 
Recibe sus afluentes más importantes de su margen derecha: el Pulmari, que desagua los lagos Pulmari y Ñorquinco; el Rucachoroi y el Quillén, que desaguan los lagos Rucachoroi y Quillén; y el río Malleo, que desagua el lago Tromen.
El Río Aluminé al final de su recorrido cambia el nombre a río Collón Cura, el cual desagua al río Limay, del cual es un afluente proveniendo del lado izquierdo (del norte). El Río Limay a su vez forma junto con el río Neuquén el río Negro. Así, el río Aluminé forma parte de dicha la cuenca primario, el cual desemboca cerca de Viedma en el poblado de El Cóndor al Océano Atlántico.
El río Aluminé corre por un estrecho valle, rodeado de montañas relativamente altas, y su cauce tiene violentos rápidos en casi todo su transcurso. Junto al río se encuentran bosquecillos ralos de pehuenes y manzanos silvestres; la tradición atribuye al misionero Nicolás Mascardi la introducción del manzano en la región, en el siglo XVII.
Sobre el río se encuentra la pequeña ciudad de Aluminé, centro para el turismo de las regiones cordilleranas y paisajes de la región. En el cauce del río se practica la pesca deportiva de salmónidos, que atrae muchos visitantes anuales,  también excursiones de ráfting y Kayak.
- Datos: Q3099243